# Abtei Mater Ecclesiae

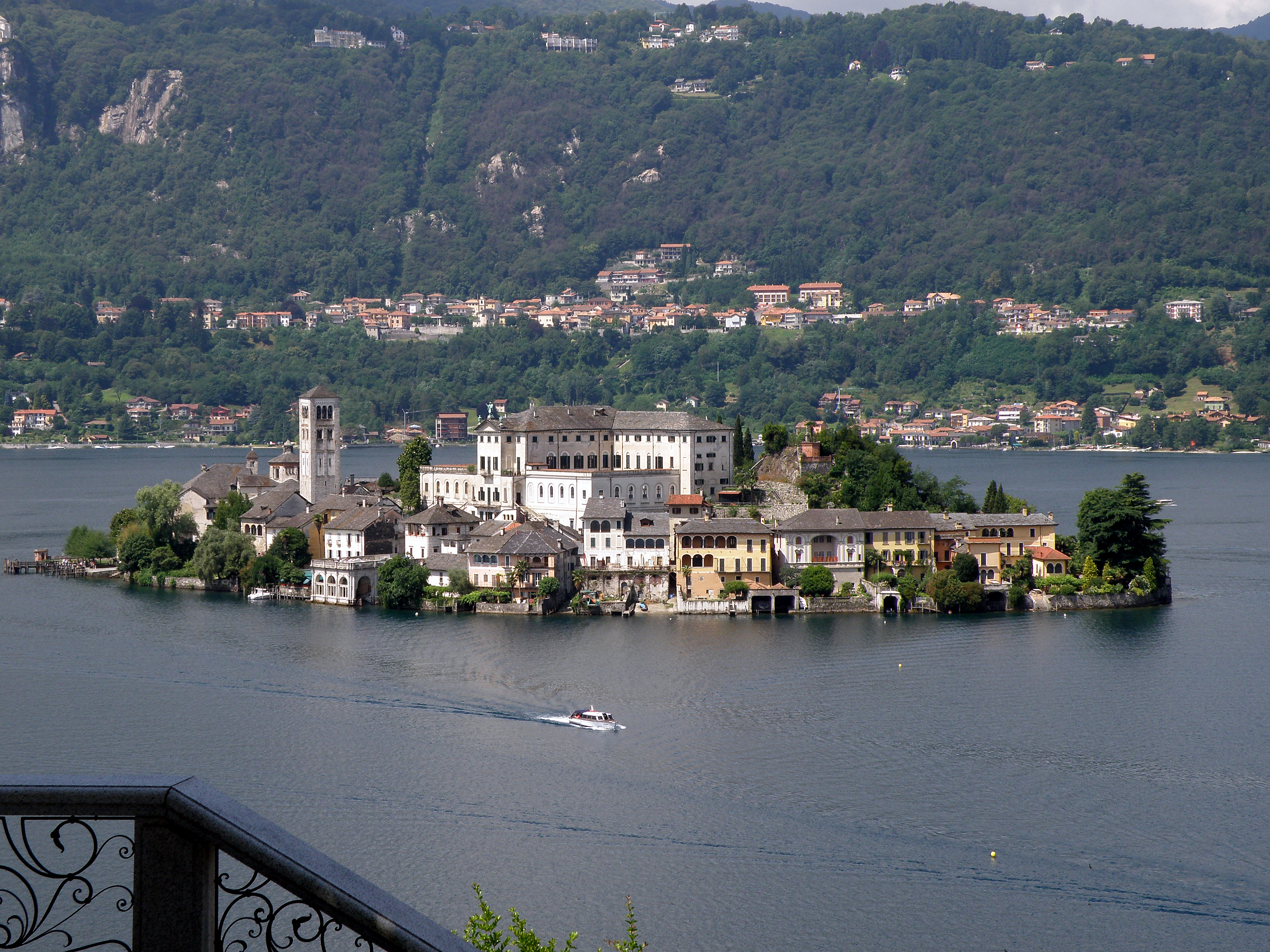
Abtei Mater Ecclesiae (2012)

Die Abtei Mater Ecclesiae ist eine Benediktinerinnen-Abtei auf der Isola San Giulio im Ortasee im Piemont. Die Gründung erfolgte 1973. Sie ist mit dem  marianischen Patrozinium Maria, Mater Ecclesiae (Mutter der Kirche) versehen. Die Nonnen sind bekannt für die Herstellung von Paramenten.